# Kiril Ivkov
Kiril Lozanov Ivkov (en bulgare : Кирил Лoзaнoв Ивков), né le 21 juin 1946 à Pernik en Bulgarie et mort le 24 mai 2025, est un joueur de football international bulgare, jouant au poste de défenseur, avant de devenir entraîneur.

## Biographie

### Carrière de joueur

#### Carrière en sélection
Avec l'équipe de Bulgarie, il dispute 44 matchs (pour un but inscrit) entre 1968 et 1979. 
Il figure notamment dans le groupe des sélectionnés lors de la Coupe du monde de 1974. Lors de ce mondial il dispute trois matchs : contre la Suède, l'Uruguay et enfin les Pays-Bas.
Il participe également aux Jeux olympiques de 1968, disputant 5 matchs et remportant la médaille d'argent.

## Palmarès
| Levski Sofia - Championnat de Bulgarie (5) : - Champion : 1967-68, 1969-70, 1973-74, 1976-77 et 1978-79. - Vice-champion : 1968-69, 1970-71, 1971-72, 1974-75 et 1975-76. - Coupe de Bulgarie (5) : - Vainqueur : 1970, 1971, 1976, 1977 et 1979. - Finaliste : 1969 et 1974. |  | Bulgarie olympique - Jeux olympiques : - Argent : 1968. |

### Palmarès individuel
- Footballeur bulgare de l'année (2) : 1974 et 1975.